# تا دو گانت
تا دو گانت (به لاتین: Tête du Géant) یک کوه در سوئیس است که در کانتون وله واقع شده‌است. تا دو گانت ۲٬۲۳۲ متر بالاتر از سطح دریا واقع شده‌است.